# Unieszynko
Unieszynko (dodatkowa nazwa w j. kaszub. Ùnieszënkò) – osada w Polsce położona w województwie pomorskim, w powiecie lęborskim, w gminie Cewice.
Wieś jest częścią składową sołectwa Unieszyno.
W latach 1975–1998 miejscowość administracyjnie należała do województwa słupskiego.